# Реальмонте
Реальмонте (італ. Realmonte, сиц. Muntiriali) — муніципалітет в Італії, у регіоні Сицилія,  провінція Агрідженто.
Реальмонте розташоване на відстані близько 520 км на південь від Рима, 90 км на південь від Палермо, 12 км на захід від Агрідженто.
Населення — 4558 осіб (2014).
Щорічний фестиваль відбувається 8 серпня. 

## Демографія
Населення за роками:

Станом на 1 січня 2023 року в муніципалітеті офіційно проживав 71 іноземець з 23 країн, серед них 26 громадян країн Євросоюзу.

## Сусідні муніципалітети
- Агрідженто
- Порто-Емпедокле
- Сікуліана